# Genetická sexuální přitažlivost
Genetická sexuální přitažlivost (anglicky: Genetic sexual attraction, GSA) je sexuální přitažlivost mezi blízkými příbuznými, například mezi sourozenci, kteří se poprvé potkali jako dospělí.
GSA se může vyskytnout jako důsledek adopce v případech, kdy adoptované dítě vyhledá své biologické předky a najde své příbuzné. Ačkoliv je toto vzácný důsledek adoptivních setkání, v posledních letech můžeme, vzhledem k velkému množství adoptivních shledání, tento fenomén pozorovat u velkého množství lidí. Všeobecně toto pro obě strany působí značné úzkosti, jelikož tato sexuální přitažlivost je v rozporu s jejich zažitými sexuálními a morálními hodnotami, stejně jako se zákony.
Na GSA se velkou měrou podílí fakt, že lidé hodnotí tváře podobné té jejich jako více atraktivní, důvěryhodné. Právě dědičnost tuto fyzickou podobnost vytváří. Dalším faktorem mohou být společné zájmy a osobní rysy, které člověk všeobecně považuje za přitažlivé u partnera. Dědičnost těchto kvalit je však záležitost velké debaty.
GSA údajně postihne až polovinu všech sourozenců, kteří jsou vychováváni zvlášť a poznají se až v dospělosti.
Důsledkem GSA bývá zpravidla incest. Ten je ovšem v některých zemích trestný. Mezi tyto státy patří například Česká republika a Německo. Naopak v některých státech není incest považován za trestný čin (Francie, Belgie, Nizozemsko, Turecko, Brazílie, Japonsko, atd.)

## Příklady z historie
- Vztah George Byrona ke své sestře.
- Napoleon pojal v různých údobích života náklonnost ke své dceři, sestře i neteři.